# Robert Grant (homme politique)
Robert Grant (1779 - 9 juillet 1838) est un avocat et homme politique britannique.

## Biographie
Robert Grant est né en Inde, fils de Charles Grant, président des directeurs de la Compagnie britannique des Indes orientales, et frère cadet de Charles Grant. Rentrés chez eux avec leur père en 1790, les deux frères sont inscrits comme étudiants au Magdalene College de Cambridge en 1795. En 1801, Charles est quatrième wrangler et médaillé du chancelier principal; Robert est troisième wrangler et deuxième médaillé du chancelier.
Grant est admis au barreau le même jour que son frère, le 30 janvier 1807, et entre dans la pratique juridique, devenant sergent du roi à la cour du Duché de Lancastre et l'un des commissaires aux faillites. Il est élu député d'Elgin Burghs en 1818 et d'Inverness Burghs en 1826. Il représente cette dernière circonscription pendant quatre ans. En 1830 et 1831, il est élu pour Norwich, et en 1832 pour Finsbury. Il plaide pour la suppression des discriminations des Juifs et porte à deux reprises des projets de loi sur le sujet à la Chambre des communes. Ils sont cependant rejetés à la Chambre des lords, qui ne cède sur la question qu'en 1858, vingt ans après la mort de Grant. En 1832, il devient juge-avocat général et, en 1834, est nommé gouverneur de Bombay. En tant que gouverneur, Grant est un législateur et sous son mandat; une multitude de projets à grande échelle sont mis en avant qui transforment la forme de la politique britannique à l'Est. Il est un acteur clé dans la décision d'occuper Aden, qui est exécutée peu après sa mort.
Il meurt à Dapodi, près de Poona le 9 juillet 1838. Ses restes sont conservés dans l'église St. Mary's, Poona.

## Œuvres
Dans sa jeunesse, Grant publie un essai sur le commerce et le gouvernement de l'Inde, ainsi qu'une esquisse de l'histoire des débuts de la Compagnie britannique des Indes orientales. Il est l'auteur d'un volume de poèmes sacrés, qui est édité et publié après sa mort par son frère, Lord Glenelg. Ce volume comprend quelques hymnes; son hymne le plus connu est " O Worship the King ", basé sur le Psaume 104.
Grant Medical College, la plus ancienne faculté de médecine de Mumbai, en Inde, porte le nom de Robert Grant, tout comme Grant Road et Grant Road Station dans la même ville.

## Famille
Grant épouse Margaret, fille unique de David Davidson de Cantray, avec deux fils et deux filles :
- Charles Grant, ancien membre du Conseil en Inde ;
- Robert Grant, adjudant général adjoint ;
- Sibylla Sophia, mariée à Granville Ryder
- Constance Charemile, décédée dans son enfance.

Dix ans après sa mort, Margaret épouse Josceline Percy, deuxième fils du comte de Beverley, avec un fils, George Algernon, né en 1849, qui devient plus tard capitaine et lieutenant-colonel des Grenadier Guards.